# Monte Slamet
Il monte Slamet (in indonesiano Gunung Slamet) è uno stratovulcano dell'Indonesia di 3.428 metri, situato sull'isola di Giava. Possiede complessivamente trentasei coni vulcanici e sulla sommità presenta quattro crateri.